# USS Julius A. Raven (APD-110)
USS Julius A. Raven (APD-110) là một tàu vận chuyển cao tốc lớp Crosley, nguyên được cải biến từ chiếc DE-600, một tàu hộ tống khu trục lớp Rudderow, và đã phục vụ cùng Hải quân Hoa Kỳ trong Chiến tranh Thế giới thứ hai. Nó là chiếc tàu chiến duy nhất của Hải quân Hoa Kỳ được đặt cái tên này, theo tên Trung úy Hải quân Julius Arthur Raven (1918-1942), phi công từng phục vụ cùng một liên đội tuần tra tại khu vực quần đảo Aleut, đã mất tích trong một phi vụ trinh sát đến đảo Kiska vào ngày 9 tháng 8, 1942 và được truy tặng Huân chương Chữ thập Bay Dũng cảm. Nó đã phục vụ cho đến khi chiến tranh kết thúc, xuất biên chế năm 1946, rồi được chuyển cho Hàn Quốc năm 1966 và tiếp tục phục vụ như là chiếc ROKS Ung Po (PG-83) cho đến năm 1984. Con tàu bị tháo dỡ sau đó.

## Thiết kế và chế tạo
Thiết kế của lớp Crosley dựa trên việc cải biến lớp tàu hộ tống khu trục Rudderow. Cấu trúc thượng tầng con tàu được mở rộng, đồng thời tháo dỡ bớt vũ khí trang bị để lấy chỗ bố trí nơi nghỉ cho 162 binh lính được vận chuyển cùng khoảng 40 tấn trang bị. Hệ thống động lực tương tự như với các lớp Buckley và Rudderow; là kiểu động cơ turbine-điện General Electric, cung cấp điện năng cho mô-tơ điện để dẫn động hai trục chân vịt.
Dàn vũ khí được giữ lại bao gồm một khẩu pháo 5 inch (130 mm)/38 cal bố trí một phía trước mũi; ba khẩu đội pháo phòng không Bofors 40 mm nòng đôi và sáu pháo phòng không Oerlikon 20 mm; vũ khí chống ngầm gồm hai đường ray Mk. 9 để thả mìn sâu. Thủy thủ đoàn đầy đủ bao gồm 15 sĩ quan và 168 thủy thủ; và con tàu được bố trí tiện nghi để vận chuyển 12 sĩ quan cùng 150 binh lính đổ bộ.
Julius A. Raven được đặt lườn như là chiếc DE-600 tại Xưởng tàu Bethlehem-Hingham ở Hingham, Massachusetts vào ngày 26 tháng 1, 1944. Nó được hạ thủy vào ngày 3 tháng 3, 1944, được đỡ đầu bởi bà Irene E. Raven, vợ góa của Trung úy Raven. Đang khi được hoàn thiện, con tàu được xếp lại lớp như một tàu vận chuyển cao tốc vào ngày 17 tháng 7, 1944, mang ký hiệu lườn mới APD-110, và nhập biên chế cùng Hải quân Hoa Kỳ vào ngày 28 tháng 6, 1945 dưới quyền chỉ huy của Hạm trưởng, Trung tá Hải quân William J. Barney, Jr.

## Lịch sử hoạt động

### USSJulius A. Raven
Được đưa vào hoạt động quá trễ để có thể tham gia vào Thế Chiến II, sau khi hoàn tất việc chạy thử máy huấn luyện tại vùng biển Caribe, Julius A. Raven phục vụ như một tàu huấn luyện dành cho sĩ quan tại Miami, Florida. Con tàu được cho xuất biên chế vào ngày 31 tháng 5, 1946 và được đưa về Hạm đội Dự bị Đại Tây Dương, neo đậu cùng Đội Florida tại Green Cove Springs, Florida. Đến tháng 7, 1959, nó được kéo đến Đội Texas tại Orange, Texas, nhưng tiếp tục bị bỏ không trong thành phần dự bị cho đến khi được rút tên khỏi danh sách Đăng bạ Hải quân vào ngày 15 tháng 1, 1966.

### ROKSUng Po(PG-83)

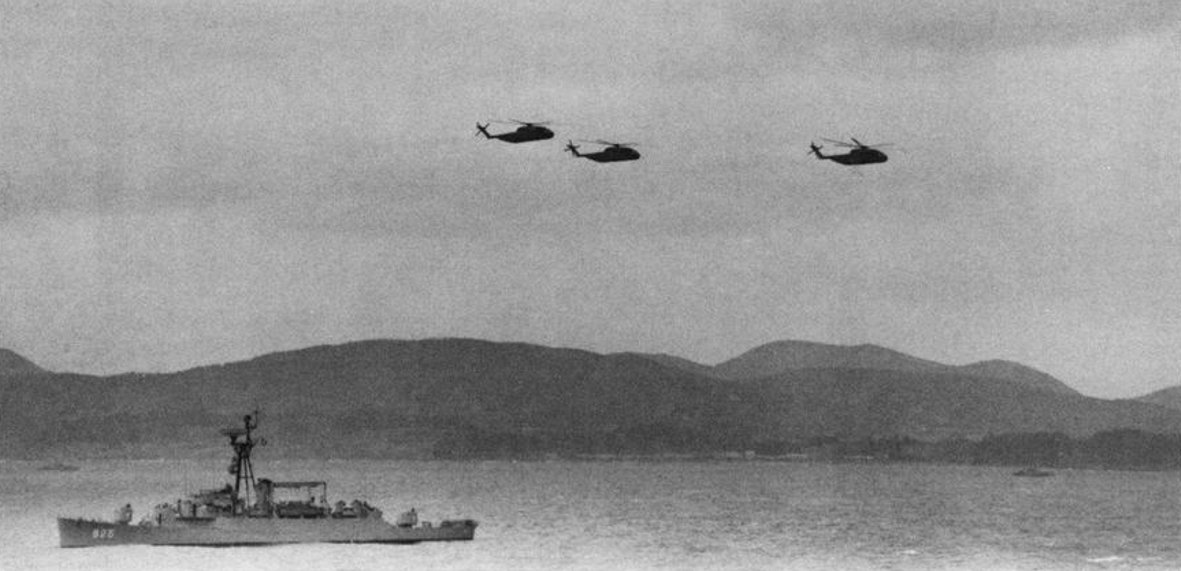
ROKS Ung Po vào năm 1982.

Julius A. Raven được chuyển cho Cộng hòa Hàn Quốc mượn vào ngày 13 tháng 1, 1966 trong khuôn khổ Chương trình Viện trợ Quân sự, và phục vụ cùng Hải quân Cộng hòa Hàn Quốc như là chiếc pháo hạm ROKS Ung Po (PG-83). Ung Po lần lượt được xếp lại lớp thành APD-825 (tàu vận chuyển cao tốc), rồi thành DE-823 (tàu hộ tống khu trục). Quyền sở hữu con tàu được Hoa Kỳ chuyển giao cho Hàn Quốc vào ngày 15 tháng 11, 1974. Con tàu ngừng hoạt động năm 1984 và bị tháo dỡ sau đó.

## Phần thưởng
Nguồn: Navsource Naval History
|  |  |

| Huân chương Chiến dịch Hoa Kỳ | Huân chương Chiến thắng Thế Chiến II |